# 小出有棟
小出 有棟（有宗、こいで ありむね）は、和泉陶器藩の第2代藩主。陶器藩（秀家系）小出家3代。
慶長13年（1608年）、初代藩主・小出三尹の長男として摂津に生まれる。寛永19年（1642年）、父の死去により跡を継ぐ。寛文8年（1668年）9月4日に死去した。享年61。跡を長男の有重が継いだ。